# PC原人2
『PC原人2』（ピーシーげんじんツー）は、1991年7月19日に日本のハドソンから発売されたPCエンジン用横スクロールアクションゲーム。北米では『Bonk's Revenge』のタイトルで発売された。
同社のPCエンジン用ソフト『PC原人』（1989年）の続編。前作から更なる繁栄を続け、開発ラッシュの最中である恐竜王国を舞台としており、主人公の「PC原人」を操作し、悪の大王「キングタマゴドンIII世」を倒す事を目的としている。
開発はミュウテックおよびレッドカンパニーが行い、ゲーム・デザインはビクター音楽産業のPCエンジン用ソフト『魔境伝説』（1988年）を手掛けた阿部K助およびPCエンジン用ソフト『ダンジョンエクスプローラー』（1989年）を手掛けた上田和敏、音楽はファミリーコンピュータ用ソフト『亀の恩返し〜ウラシマ伝説〜』（1988年）を手掛けた高山博彦、キャラクター・デザインはビクター音楽産業のPCエンジン用ソフト『暗黒伝説』（1990年）を手掛けた青木コブ太が担当している。
PCエンジン版は2007年にWii用ソフトとしてバーチャルコンソールにて配信された他、2009年にはPlayStation 3およびPlayStation Portable用ソフトとしてPCエンジンアーカイブスにて配信、2011年にはiOS用ソフトとして『PC Engine GameBox』に収録されて配信、2014年にはWii U用ソフトとしてバーチャルコンソールにて配信された。

## ゲーム内容

### システム
方向キーの左右にて移動を行い、Iボタンでジャンプ、IIボタンでボンク（頭突き攻撃）を行う。ジャンプ中にIIボタンを押す事で下方向にボンクする「スピンボンク」が可能となり、通常のボンクより攻撃力が増加する。水中では方向キーにより上下左右自由に動ける他、Iボタンで浮力を得て急上昇が可能。
その他、Iボタンを連打する事で特定の垂直の壁をよじ登る事ができる「根性登り」の他、横に伸びた木はジャンプと上キーで「大車輪」が可能となりIIボタンで加速も可能となる。方向キーの上下で木を自由に登り降りできる「木登り」が可能で、左右キーで左右に回る事も可能、I、IIボタンで離れる事ができる。滝では方向キー上とIボタンで登る事ができる「滝登り」が可能であり、Iボタンで加速する事が可能。狭い壁の間をジャンプとIIボタンを押す事で飛び移る「三角とび」が可能であり、連続して使用する事で高い所まで登る事が可能となる。空中でIIボタンを連射する事で可能な「回転ジャンプ」は連射する事で滞空時間を伸ばす事が可能。原人のライフが0になった場合でも、ストックがある場合はRUNボタンを押す事でその場で復活する事が可能となっている。
基本的なゲームシステムは前作を踏襲しているが、原人の変身は攻撃の威力が増加するだけでなく、変身したキャラクタ別で特殊攻撃が用意された。また、壁にボンクしてジャンプする「三角とび」や蔦に噛みつく事で回る「大車輪」、頭に花を咲かし空中を飛行できる「花のたね」などの要素が追加されている。
エンディングではスタッフロールの前にPC原人の絵かき歌が流れる仕様となっており、説明書に楽譜も掲載されていた。

### パワーアップ
原人はアイテム「ちっちゃい肉/おっきい肉」を取ることで最大2段階パワーアップできる。2段階目にパワーアップする度に一定時間無敵状態になる。パワーアップは時間経過もしくは被ダメージで1段階ずつ解除されるが、パワーアップ中はダメージを受けてもライフに影響はない。
PC美人（ピーシーびじん）
1段階目のパワーアップ。攻撃力が2倍となり、通常攻撃が敵を停止させる「投げキッス」となる。また地面に頭突きすることで敵の動きを止められる「グランドボンク」となる。
PC噴人（ピーシーふんじん）
2段階目のパワーアップ。攻撃力が3倍となり、口から火を吐いて攻撃できるようになる。グランドボンクをすると画面内の敵全てに大ダメージを与えられる。変身直後はしばらくの間無敵。

### 特殊な変身
カニ原人
仕掛けに潰されることで原人がカニに変身した姿。狭いところを通れるほか、水中で速く移動することができ、IIボタンでハサミを振り上げて攻撃することも可能。

### アイテム
- ニコちゃんマーク
  - 取得数に応じてラウンドクリア後に乗れる恐竜列車が変わる。高いグレードの恐竜列車ほどいいアイテムが手に入り、最高ランクの恐竜列車ではラウンドをワープすることも可能。
- ハート
  - ライフがハート1個分回復する。
- ドデカハート
  - ライフが全回復する。
- クリスタルハート
  - ライフ容量がハート1個分増える。
- ライフフルーツ
  - ライフが少しだけ回復し、200点入る。
- ちっちゃい肉
  - 原人が1段階パワーアップする。
- おっきい肉
  - 原人が一気に2段階パワーアップできる。
- 花のたね
  - プロペラフラワーの種。取ると原人の頭にプロペラフラワーが咲き、Iボタン連射で空を飛ぶことができる。ダメージを受けると解除される。
- 1UP
  - 原人のストックが1つ増える。ちび原人、謎の1UPとも表記される。

## 設定
物語の舞台は前作に引き続き恐竜王国となっているが、更なる繁栄を続けた結果開発ラッシュの真最中となっており、巨大戦艦を横付けできる港や鉄道などがあり、更には宇宙ロケットの基地も計画されている。

## 移植版
ハドソンを吸収合併したコナミデジタルエンタテインメント（KDE）と、キャラクターデザインを担当したレッド・エンタテインメントが現在、本作の知的財産権を保有している。このため、ユーザーが今すぐ新規に購入出来るデータ商品およびPCエンジンmini版は、すべてKDEが販売元になっている。
| No. | タイトル               | 発売日                                    | 対応機種                                                    | 開発元                          | 発売元                      | メディア                                | 型式           | 備考                                                                                    | Ref.              |
| --- | ---------------------- | ----------------------------------------- | ----------------------------------------------------------- | ------------------------------- | --------------------------- | --------------------------------------- | -------------- | --------------------------------------------------------------------------------------- | ----------------- |
| 1   | PC原人2 Bonk's Revenge | 2007年4月10日 2007年4月13日 2007年4月16日 | Wii                                                         | ミュウテック レッド・カンパニー | ハドソン                    | ダウンロード （バーチャルコンソール）   | PBHJ PBHP PBHE | 2019年1月31日 配信・販売終了                                                            | [ 2 ] [ 3 ]       |
| 2   | PC原人2                | 2009年11月18日                            | PlayStation 3 PlayStation Portable (PlayStation Network)    | ミュウテック レッド・カンパニー | ハドソン ※現在はKDEより配信 | ダウンロード （PCエンジンアーカイブス） | NPJJ-30014     | PCエンジン版の移植                                                                      | [ 4 ] [ 5 ] [ 6 ] |
| 3   | PC Engine GameBox      | 2011年2月14日                             | iPhone 3GS iPod touch (第3世代) (iOS)                       | ハドソン                        | ハドソン                    | ダウンロード                            | -              | PCエンジン版の移植                                                                      | [ 7 ] [ 8 ]       |
| 4   | PC原人2                | 2013年12月13日                            | Windows                                                     | ミュウテック レッド・カンパニー | KDE                         | ダウンロード （Microsoftストア）        | -              | PCエンジン版の移植                                                                      |                   |
| 5   | PC原人2 Bonk's Revenge | 2014年3月12日 2017年5月4日                | Wii U                                                       | ミュウテック レッド・カンパニー | KDE                         | ダウンロード （バーチャルコンソール）   | PNGJ           | PCエンジン版の移植                                                                      | [ 9 ]             |
| 6   | BONK'S REVENGE         | 2020年3月19日                             | PCエンジン mini TurboGrafx-16 mini PC Engine CoreGrafx mini | M2 ※ 移植開発担当               | KDE                         | プリインストール                        | -              | 販売地域を問わず、北米版（TurboGrafx-16版）を収録 本体にあらかじめ収録された58作品の1つ |                   |

## 音楽
イメージソング「ぼくPC原人だじょ」
- 作詞：青木コブ太／作詞補・作曲：杉原葉子／歌：杉山佳寿子
- 本作のテレビ用コマーシャルソングとして使用された。CD「1992ハドソンCD･ROM2音楽全集」に収録されている。

「原人絵かき歌」
- 作詞：阿部K助／作曲：高山博彦

## 開発
試行錯誤が続いた前作とは異なり、本作はスマートに仕上げることに成功したと阿部K助は2020年のインタビューの中で振り返っている。

## スタッフ
- ゲーム・デザイン：阿部K助、BOO うえだ（上田和敏）
- オリジナル・キャラクター・デザイン：青木コブ太
- ドット・アート（スプライト）：田中高春
- ドット・アート（背景）：陣野忍
- ドット・アート（てつだい）：本間美雪
- プログラム：長谷川健、伊丹美裕、岡孝
- 音楽：高山博彦
- スペシャル・サンクス：植山幹郎、小崎整、あだちひろし、湯沢河童

## 評価
ゲーム誌『ファミコン通信』の「クロスレビュー」では合計28点（満40点）、『月刊PCエンジン』では90・85・90・90・90の平均89点（満100点）、『マル勝PCエンジン』では9・7・8・9の合計33点（満40点）、『PC Engine FAN』の読者投票による「ゲーム通信簿」での評価は以下の通りとなっており、23.59点（満30点）となっている。また、この得点はPCエンジン全ソフトの中で61位（485本中、1993年時点）となっている。
| 項目 | キャラクタ | 音楽 | 操作性 | 熱中度 | お買得度 | オリジナリティ | 総合  |
| 得点 | 4.27       | 3.66 | 3.94   | 4.03   | 3.82     | 3.87           | 23.59 |